# Rumex heterophyllus
Rumex heterophyllus là một loài thực vật có hoa trong họ Rau răm. Loài này được Schultz miêu tả khoa học đầu tiên năm 1819.